# Кемпеле
Кемпеле (фін. Kempele) — громада в Фінляндії, в провінції Північна Остроботнія. Розташована на кордоні з містом Оулу (на південь від нього). Населення становить 15 905 осіб (на 2011 рік); площа — 110,33 км². Щільність населення — 144 чол/км². Межує з громадами: Лімінка, Оулу, Оулунсало і Тюрнявя. 

## Історія
Громада була заснована в 1867 році. 

## Пам'ятки
Серед місцевих визначних пам'яток варто відзначити стару дерев'яну церкву (побудована в кінці XVII століття), яка є однією з найстаріших дерев'яних церков країни. Як це було зазвичай у той час, під будівлею церкви ховали місцевих видатних людей. 

## Демографія
На 31 січня 2011 в громаді Кемпеле проживало 15 905 осіб: 7959 чоловіків і 7946 жінок. 
Фінська мова є рідною для 98,87% жителів, шведська —  для 0,19%. Інші мови є рідними для 0,9% жителів громади. 
Віковий склад населення: 
- до 14 років —  25,71%
- від 15 до 64 років —  63,92%
- від 65 років —  10,12%

Зміна чисельності населення за роками:  
| Рік  | Чисельність |
| ---- | ----------- |
| 1980 | 7545        |
| 1990 | 9807        |
| 2000 | 12551       |
| 2010 | 15864       |
| 2011 | 15905       |

## Відомі уродженці
- Пекка Рінне — фінський хокеїст, воротар клубу НХЛ «Нашвілл Предаторс».

## Галерея
- Дерев'яна церква Кемпеле